# 美国町
美国町（びくにちょう）は、かつて北海道美国郡にあった町。

## 沿革
- 1902年（明治35年）4月1日 - 北海道二級町村制施行により美国郡船澗村、小泊村、厚苫村、幌武意村、婦美村が合併し、美国村が発足。小樽支庁に所属。
- 1909年（明治42年）4月1日 - 北海道一級町制施行により美国町となる。
- 1910年（明治43年）3月1日 - 支庁の統合により後志支庁に所属。
- 1956年（昭和31年）9月30日 - 積丹郡入舸村、余別村と合併して積丹郡積丹町となり消滅した。